# Clara Azurmendi
Clara Azurmendi (* 4. Mai 1998) ist eine spanische Badmintonspielerin. 

## Karriere
Clara Azurmendi nahm 2014 an den Olympischen Jugend-Sommerspielen, den Badminton-Mannschaftseuropameisterschaften, den Juniorenweltmeisterschaften, den Jugendeuropameisterschaften und am Uber Cup 2014 teil. Bei der Mannschaftseuropameisterschaft wurde sie mit ihrem Nationalteam Fünfte. Im Uber Cup 2014 konnte sie sich dagegen mit der Mannschaft nicht für die Endrunde qualifizieren. 2023 wurde sie spanische Meisterin.